# 井上喜久子の瑠璃色アクアリウム
『井上喜久子の瑠璃色アクアリウム』（いのうえきくこのるりいろあくありうむ）とは1995年10月13日から1996年3月29日まで文化放送で放送されたラジオ番組である。パーソナリティは声優の井上喜久子。

## 概要
- 本番組は『井上喜久子のトワイライトシンドローム』の後番組で[1]、井上がパーソナリティーを務めた2つめのラジオ番組である。制作スタッフが前番組と一緒であることから同じコーナーがある等の類似点が見られるが、前番組はゲームソフトの販売促進ためホラー色が強かったのに対し、本番組は井上の持ち味を生かしたほんわかとした雰囲気となっている。
- タイムテーブルの「文化放送 1995年 10月号改編号」では『まんぼう放送局』の表記であった[2]。
- 最終回で井上は高校時代の同級生と結婚することを発表した。

## コーナー
おねぇちゃんにきけぇ〜
リスナーからのどんな質問にも井上が答える。人にものを尋ねられることが好きだからという井上の意向により前番組から継続されたコーナー。
シアターアクアリウム
あるテーマについてリスナーからのお便りを募集し、それを元にミニドラマを制作して放送する。
不思議の国のアクアリウム
今までにない新しいアクアリウムのアイディアを募集する。実現可能なものから夢物語まで、楽しければどんなアクアリウムでもよい。
オートマティック ストーリーメーカー
リスナーに「どこで・誰が・誰と・何を・どうした」の各パーツを送ってもらい、それを井上がランダムに選んで面白い文章を作る。
こんな製品はいやだ&うれしい
世の中にあったら嫌な製品または嬉しい製品を募集する。

## 放送日
|        | 放送日         | ゲスト     |        | 放送日        | ゲスト   |
| ------ | -------------- | ---------- | ------ | ------------- | -------- |
| 第1回  | 1995年10月13日 |            | 第14回 | 1996年1月12日 |          |
| 第2回  | 1995年10月20日 |            | 第15回 | 1996年1月19日 |          |
| 第3回  | 1995年10月27日 |            | 第16回 | 1996年1月26日 |          |
| 第4回  | 1995年11月3日  |            | 第17回 | 1996年2月2日  |          |
| 第5回  | 1995年11月10日 | 日髙のり子 | 第18回 | 1996年2月9日  |          |
| 第6回  | 1995年11月17日 |            | 第19回 | 1996年2月16日 |          |
| 第7回  | 1995年11月24日 |            | 第20回 | 1996年2月23日 | 千葉繁   |
| 第8回  | 1995年12月1日  |            | 第21回 | 1996年3月1日  | 佐々木望 |
| 第9回  | 1995年12月8日  | 佐々木望   | 第22回 | 1996年3月8日  |          |
| 第10回 | 1995年12月15日 | 岩男潤子   | 第23回 | 1996年3月15日 |          |
| 第11回 | 1995年12月22日 |            | 第24回 | 1996年3月22日 |          |
| 第12回 | 1995年12月29日 |            | 第25回 | 1996年3月29日 |          |
| 第13回 | 1996年1月5日   |            |        |               |          |

## CD
- 井上喜久子の瑠璃色アクアリウム～まんぼう放送局２～
- 井上喜久子の瑠璃色アクアリウム・スペシャル
- 井上喜久子の瑠璃色アクアリウム・セレクション